# گمینا دانبرووا تارنووسکا
گمینا دانبرووا تارنووسکا (به لهستانی:  Gmina Dąbrowa Tarnowska) یک گمینا در لهستان است که در شهرستان دانبرووا واقع شده‌است. گمینا دانبرووا تارنووسکا ۱۱۳٫۴۳ کیلومتر مربع مساحت و ۲۰٬۱۸۰ نفر جمعیت دارد.